# LEGO House
LEGO House er et oplevelseshus i Billund ca. 1 km fra Legoland. Det 12.000 m² store hus er fyldt med 25 millioner LEGO klodser.
I LEGO House bygger børn og voksne med LEGO klodser både fysisk og digitalt. Her kan man programmere robotter, gøre LEGO fisk levende og blive inspireret af verdens største og mest komplicerede LEGO modeller. Hjertet i LEGO House er Oplevelseszonerne, der består af to udstillingsområder og fire legeområder, hvor man som gæst kan udfolde sin kreativitet på forskellige måder.
Zonerne er baseret på fire forskellige farver, der hver især symboliserer et særligt aspekt ved leg og læring.
LEGO House arkitekturen er bygget op af 21 forskudte klodser, der ligner LEGO klodser. Den øverste klods ligger i 23 meters højde. Gæster kan lege på de ni tilgængelige tagterrasser, der alle er indrettet med hver deres legeplads.
LEGO House er også kaldet Home of the Brick, med henvisning til byen hvor legoklodsen blev opfundet. Det er tegnet af Bjarke Ingels Group, og blev indviet 28. september 2017. LEGO House havde Kirkbi som bygherre, og ejes og drives af LEGO Fondens datterselskab “Koldingvej 2, Billund A/S”, der har Kjeld Kirk Kristiansen som bestyrelsesformand.